# 布齊夫斯凱
47°23′15″N 33°9′51″E / 47.38750°N 33.16417°E
布齊夫斯凯（烏克蘭語：Буцівське）是位於烏克蘭南部的村莊，由赫爾松州貝里斯拉夫區的大亚历山德里夫卡市镇負責管轄。該村始建於1906年，面積0.7平方公里，海拔高度69米，2001年人口89，人口密度每平方公里128.8人。